# Torre de l'Argentera
La torre de l'Argentera és un edifici de Ripollet (Vallès Occidental) inclòs a l'Inventari del Patrimoni Arquitectònic de Catalunya.

## Descripció
Conjunt arquitectònic d'estructura complexa, amb diversos cossos de planta baixa i dos pisos, amb gran varietat de cobertes : a una, dues i quatre aigües o terrassa. Hi ha obertures de diverses tipologies (arc de mig punt o carpanell, allindades amb simulació d'arc conopial…). A la banda dreta hi ha una galeria amb balustres i columnes dòriques. La façana posterior té un porxo amb terrassa superior amb barana de balustres. Hi destaca l'ús del vocabulari clàssic, aplicat des d'una estètica noucentista, així com el treball artesanal dels elements decoratius (vitralls, ferro forjat, esgrafiats…) dels quals són de destacar tres dracs forjats en ferro que coronen la façana nord.
Aquesta casa comptava amb un dels jardins privats més extensos i exuberants de Ripollet abans de ser comprada per l'ajuntament, que en va obrir el pati nord a l'ús públic.

## Història
Bastida el primer terç del segle XX com a torre d'estiueig, és coneguda popularment com la torre de l'Argentera per la seva última propietària, la Sra. Pepita Sarroca, que era vídua del joier barceloní Àngel Grau. Quan la Sra. Sarroca morí, va restar en desús molts anys, fins que l'ajuntament l'adquirí. Fou llogada per a ús públic i n'ha tingut diversos usos aquests últims anys: parvulari, casal d'avis, patronat d'esports i taller artesanal. En l'actualitat, i des del 1991, és l'oficina de l'INEM. Aquesta diversitat de funcions ha incidit molt negativament en la conservació interior de l'immoble; al fer les oficines es destruïren elements decoratius interiors com paviments, sostres, arrambadors de ceràmica, etc. També es va cremar l'arxiu documental de la casa.